# ジョルナル・ナシオナル
『ジョルナル・ナシオナル』（ブラジルポルトガル語: Jornal Nacional）は、1969年9月1日からヘジ・グローボで放送されている報道番組。放送時間は毎週月曜日から土曜日の20時30分（BRT）。

## 出演者
- ウィリアム・ボナー （1996〜現在）
- レナータ・バスコンチェロス（2014〜現在）